# Salmanasser III
De Assyrische koning Salmanasser III (858-824 v.Chr.) bezette Babylon en maakte de bondgenoten van Aram-Damascus (waaronder Israël) tot vazalstaten. De politiek van zijn vader Assurnasirpal II werd met kracht door hem voortgezet. De tegenstand was echter aanzienlijk, zowel van Urartu als van de Perzen en de Meden. Ook overschreed hij 25 keer de Eufraat om de Arameeërs het hoofd te bieden. Wanneer dezen er echter in slaagden om een coalitie tot stand te brengen, werden de Assyriërs meestentijds teruggeslagen, zoals in 853 v.Chr. tijdens de Slag bij Qarqar. Damascus was meestal het hoofd van deze Aramese liga's, waarbij ook Israël zich aansloot. Damascus werd nooit ingenomen, en de laatste vier jaar van zijn regering had de koning te kampen met de opstand van een van zijn zonen. Hij voltooide wel de bouw van Nimrud, waaraan hij een reusachtig complex toevoegde, dat dienstdeed als magazijn, kazerne en ministerie van oorlog.
In 836 v.Chr. ondernam Salmanasser een verre veldtocht naar Tabal (in wat later Cappadocië zou heten en nu Midden-Turkije is). Hij verkreeg er de onderwerping van 24 plaatselijke vorsten. Hij kwam via Melid en trok over de berg Timur. Daarna viel hij de steden van Tuatti van Tabal aan in het gebied van Kululu-Sultanhan-Kültepe. Zelfs de zoon van Tuatti, Kikki onderwierp zich aan hem. Vervolgens trok hij naar het zuiden. Hij bezocht zowel de berg Tunni (de zilverberg) als de berg Muli (de albastberg) in het Bolkargebergte. De annalen breken af op dit punt, maar hij zal daarna wel via de Cilicische poort naar Que getrokken zijn en vandaar naar huis.
Net als zijn vader gebruikte hij de beeldhouwkunst als propagandamiddel om bezoekers aan zijn plaies te imponeren. Een voorbeeld daarvan is de zwarte obelisk die in het Britse Museum te bewonderen is.

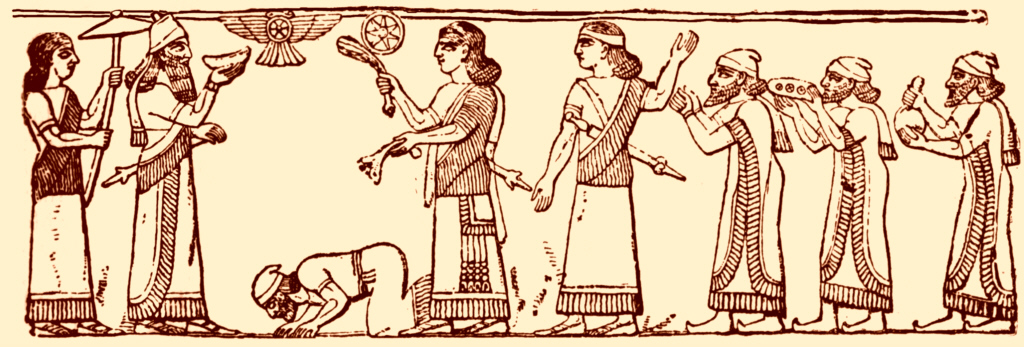
Koning Jehu van Israël buigt voor Salmanasser III

Salmanasser III bemoeide zich ook met de politiek van Babylonië en hielp Marduk-zakir-shumi I de troon te bestijgen na een strijd tegen diens broers.. Na zijn dood begon echter het rijk de grip over Babylon te verliezen.